# Irsen Latifovic
Irsen Latifovic (* 28. Dezember 1969 in Freiburg) ist ein ehemaliger deutscher bzw. serbischer Fußballspieler. Der Angreifer spielte vor allem bei Vereinen aus Baden-Württemberg.

## Werdegang
Irsen Latifovic spielte in der Jugend beim VfB Stuttgart, bei dem er 1989 auch seine Profilaufbahn begann, ohne jedoch zum Einsatz zu kommen. Mit dem VfB Stuttgart wurde er 1986 und 1988 deutscher B- bzw. A-Jugendmeister. Ab 1992 spielte er je ein Jahr beim Verbandsligisten SV Böblingen, mit dem er das gegen die TSF Ditzingen verloren gegangene Endspiel um den WFV-Pokal 1992/93 erreichte und dort den Treffer zum 2:3-Endstand erzielte. Anschließend verpflichtete ihn der Zweitligist Hansa Rostock, bei dem er sich nicht etablieren konnte. Er setzte seine Karriere beim Regionalligisten Holstein Kiel sowie bei den serbischen Vereinen FK Novi Pazar und FK Napredak Kruševac fort. Nach den Stationen in Serbien spielte er noch für zwei Jahre in der Türkei. 1999 wechselte Latifovic zum Süd-Regionalligisten TSF Ditzingen.
Nachdem er ein Jahr in Ditzingen verbracht hatte und mit dem Klub am Ende der Spielzeit 1999/2000 Opfer einer den Viertligaabstieg bedeutenden Ligareform wurde, spielte Latifovic ab 2000 wieder bei der SV Böblingen. Seine Laufbahn ließ er als Spielertrainer beim TSV Eltingen ausklingen, bei dem er Jugendtrainer (Pokalsieger, Meisterschaft, Aufstieg) war und heute Trainer (Pokalsieger, zwei Aufstiege von der Kreisliga zur Landesliga) der 1. Mannschaft ist. Nach sechs Jahren als Trainer des Landesligisten TSV Eltingen übernahm er seinem Sohn zuliebe die B-Jugend, die in der Saison 2013/14 in der Verbandsstaffel Württemberg Nord spielte.
2014/15 wechselte er den Verein zur SGV Freiberg als Trainer der U17 in der Verbandsstaffel Nord (Württemberg).
In der Saison 2015/16 übernahm Irsen Latifovic die U18 der SGV Freiberg. Mit dem jüngeren Jahrgang stieg er souverän in die Verbandsstaffel Württemberg Nord auf und holte zudem noch den Bezirkspokal.
Der heutige DFB-B-Lizenzinhaber ist Betreiber und Leiter einer Fußballschule für Kinder mit zwei Standorten in Leonberg und Freiberg am Neckar.